# Championnat d'Italie de rugby à XV 2003-2004
Navigation
Super 10 2002-2003 Super 10 2004-2005
Le Championnat d'Italie de rugby à XV 2003-2004 oppose les dix meilleures équipes italiennes de rugby à XV. Le championnat débute en 2003 et se termine le 19 juin 2004. Les équipes y participent sous la forme d'un championnat unique en matchs aller-retour. Les quatre premiers sont qualifiés pour les demi-finales et le dernier est relégué.
Le Benetton Trévise bat en finale le Calvisano Ghial sur le score de 22 à 10 et remporte son 11e titre. Le match se déroule au Stadio Plebiscito à Padoue devant 9 200 spectateurs.

## Liste des équipes en compétition
Leonessa ADMO, vainqueur de la deuxième division, est promu et remplace Silea Marchiol relégué au deuxième échelon. Les dix équipes participant à la compétition sont :
| Calvisano L'Aquila Trévise Parme Padoue Rome Rovigo Brescia Viadana |

| Équipe           | Stade                       | Capacité | Ville     |
| ---------------- | --------------------------- | -------- | --------- |
| Calvisano        | Centro Sportivo San Michele | 3 500    | Calvisano |
| L'Aquila Rugby   | Stade Tommaso-Fattori       | 9 200    | L'Aquila  |
| Benetton Trévise | Stadio Comunale di Monigo   | 6 700    | Trévise   |
| Leonessa ADMO    | Stade Aldo-Invernici        | 5 000    | Brescia   |
| Gran Parma SKG   | Stade Sergio-Lanfranchi     | 3 600    | Parme     |
| Parma Overmach   | Stade Sergio-Lanfranchi     | 3 600    | Parme     |
| Petrarca PAdoue  | Stadio Plebiscito           | 9 600    | Padoue    |
| Rugby Rome       | Stadio Tre Fontane          | 4 000    | Rome      |
| Rovigo           | Stade Mario-Battaglini      | 10 000   | Rovigo    |
| Viadana          | Stade Luigi-Zaffanella      | 6 000    | Viadana   |

## Résultats

### Phase régulière
| Rang | Club                 | J  | V  | N | D  | Bo | Bd | Pm  | Pe  | Diff | Pts |
| ---- | -------------------- | -- | -- | - | -- | -- | -- | --- | --- | ---- | --- |
| 1    | Benetton Trévise (T) | 18 | 18 | 0 | 0  | 9  | 0  | 619 | 324 | +295 | 81  |
| 2    | Rugby Calvisano      | 18 | 12 | 0 | 6  | 11 | 0  | 491 | 338 | +153 | 59  |
| 3    | Rugby Viadana        | 18 | 10 | 1 | 7  | 9  | 0  | 448 | 375 | +73  | 51  |
| 4    | Rugby Parma          | 18 | 9  | 2 | 7  | 8  | 0  | 475 | 390 | +85  | 44  |
| 5    | Rugby Rovigo         | 18 | 8  | 0 | 10 | 11 | 0  | 487 | 380 | +107 | 43  |
| 6    | Petrarca Padoue      | 18 | 8  | 2 | 8  | 6  | 0  | 405 | 421 | -16  | 42  |
| 7    | SKG Gran Parma       | 18 | 7  | 1 | 10 | 10 | 0  | 418 | 450 | -32  | 40  |
| 8    | L'Aquila Rugby       | 18 | 6  | 0 | 12 | 7  | 0  | 302 | 497 | -195 | 31  |
| 9    | Rugby Brescia (P)    | 18 | 5  | 1 | 12 | 8  | 0  | 345 | 462 | -117 | 20  |
| 10   | Rugby Rome           | 18 | 3  | 1 | 14 | 3  | 0  | 330 | 603 | -273 | 17  |

|  | Qualifiés la coupe d'Europe 2004-2005 et pour les demi-finales (no 1, no 2)      |
|  | Qualifiés pour le Challenge européen 2004-2005 et les demi-finales (no 3, no 4). |
|  | Relégué (no 10)                                                                  |
|  | T : tenant du titre 2003 ; P : promu 2003                                        |

Attribution des points : victoire : 4, match nul : 2, défaite : 0, ; plus les bonus (offensif : 4 essais marqués ; défensif : défaite par 7 points d'écart ou moins).

### Phase finale

#### Tableau
|  | Demi-finales     | Demi-finales |                  |          | Finale                                    | Finale                                    |
|  | Demi-finales     | Demi-finales |                  |          | Finale                                    | Finale                                    |
|  |                  |              |                  |          |                                           |                                           |
|  | 2004             | 2004         |                  |          | 19 juin 2004 au Stadio Plebiscito, Padoue | 19 juin 2004 au Stadio Plebiscito, Padoue |
|  | 2004             | 2004         |                  |          | 19 juin 2004 au Stadio Plebiscito, Padoue | 19 juin 2004 au Stadio Plebiscito, Padoue |
|  | Benetton Trévise | 13 \| 41     |                  |          | 19 juin 2004 au Stadio Plebiscito, Padoue | 19 juin 2004 au Stadio Plebiscito, Padoue |
|  | Benetton Trévise | 13 \| 41     |                  |          | 19 juin 2004 au Stadio Plebiscito, Padoue | 19 juin 2004 au Stadio Plebiscito, Padoue |
|  | Parma Overmach   | 13 \| 6      |                  |          | 19 juin 2004 au Stadio Plebiscito, Padoue | 19 juin 2004 au Stadio Plebiscito, Padoue |
|  | Parma Overmach   | 13 \| 6      | Benetton Trévise | 22       |                                           |                                           |
|  | 2004             |              | Benetton Trévise | 22       |                                           |                                           |
|  |                  | Calvisano    | 10               |          |                                           |                                           |
|  | Calvisano        | Calvisano    | 10               | 22 \| 21 |                                           |                                           |
|  | Calvisano        |              |                  | 22 \| 21 |                                           |                                           |
|  | Viadana          | 19 \| 6      |                  |          |                                           |                                           |
|  | Viadana          | 19 \| 6      |                  |          |                                           |                                           |

#### Finale
| 19 juin 2004 | Benetton Rugby Trévise | 22 – 10 | Calvisano Ghial | Stadio Plebiscito, Padoue 9 200 spectateurs Arbitre : Lombardi |
| 19 juin 2004 |                        |         |                 | Stadio Plebiscito, Padoue 9 200 spectateurs Arbitre : Lombardi |
| 19 juin 2004 |                        |         |                 | Stadio Plebiscito, Padoue 9 200 spectateurs Arbitre : Lombardi |

## Vainqueur
| Entraîneur | Entraîneur             | Craig Green                                                                            |
| Avants     | Pilier                 | Ribbens, Salvatore Costanzo                                                            |
| Avants     | Talonneur              | Fabio Ongaro                                                                           |
| Avants     | Deuxième ligne         | Santiago Dellapè, Montani                                                              |
| Avants     | Troisième ligne aile   |                                                                                        |
| Avants     | Troisième ligne centre | Sergio Parisse                                                                         |
| Arrières   | Demi de mêlée          | Alessandro Troncon, Di Santo, Tommaso Visentin                                         |
| Arrières   | Demi d'ouverture       |                                                                                        |
| Arrières   | Centre                 | Gonzalo Canale, Denis Dallan, Manuel Dallan, Faliva, Picone, Travagli, Walter Pozzebon |
| Arrières   | Ailier                 | Checchinato, M. Perziano                                                               |
| Arrières   | Arrière                | Legg, Sbaraglini                                                                       |